# 金德拉爾姆施奈德山

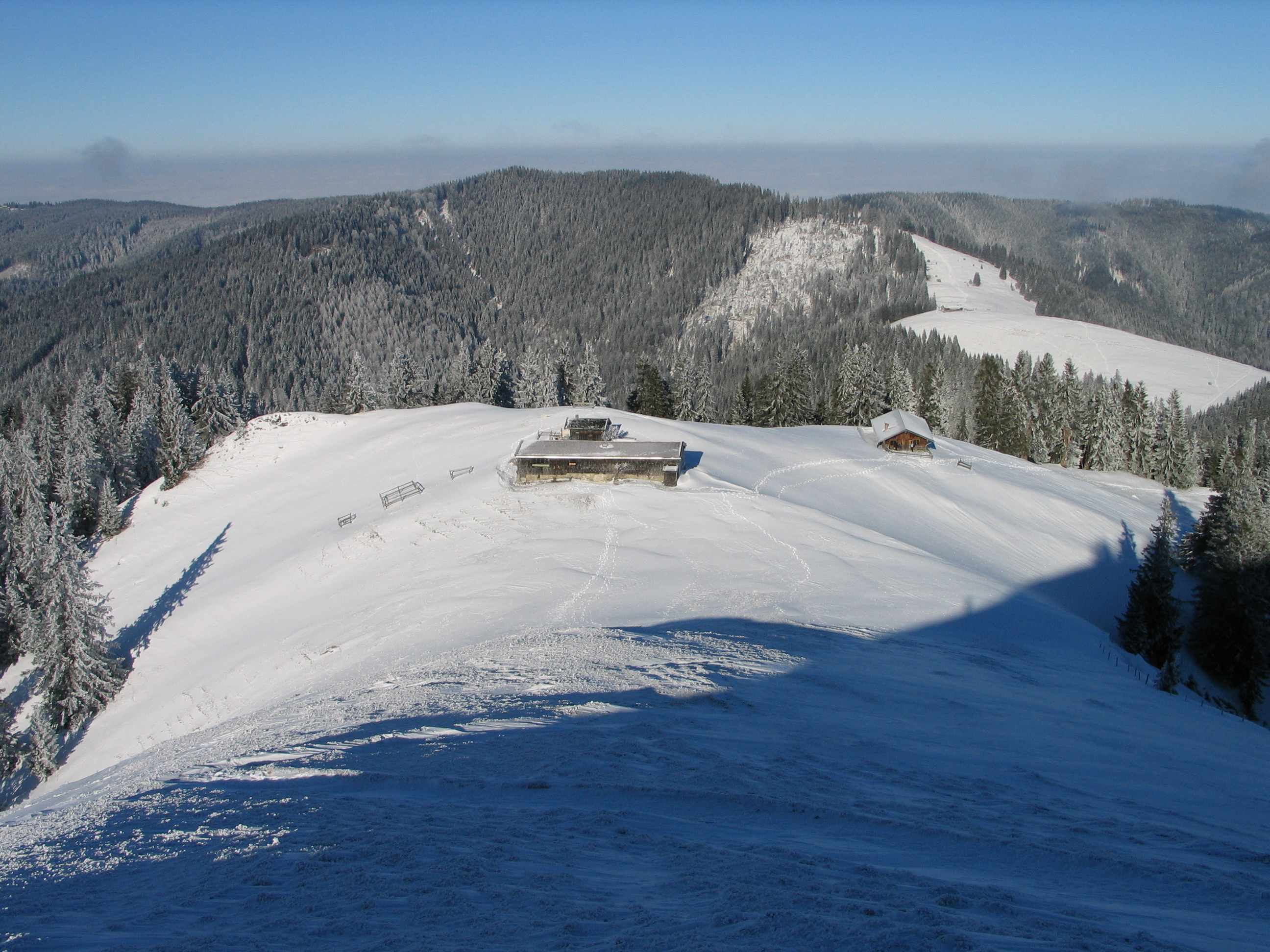

47°43′26″N 11°47′54″E / 47.72389°N 11.79833°E
金德拉爾姆施奈德山（德語：Gindelalmschneid），是德國的山峰，位於該國東南部，由巴伐利亞負責管轄，屬於巴伐利亞前阿爾卑斯山脈的一部分，距離包姆加滕施奈德山2.6公里，海拔高度1,335米，每年平均降雨量1,764毫米。